# 大廠駅
大廠駅（だいしょうえき）は、中華人民共和国江蘇省南京市六合区健民路と寧六路の交差点の北側にある、南京地下鉄S8号線の駅である。

## 駅名
駅名については、事業着手当初は南京地下鉄集団は「大廠駅」の仮称を用いており、開業前に駅名が「大廠駅」に決定したことが発表された。

## 歴史
- 2014年8月1日S8号線の駅として開業。

## 駅構造

### のりば
| 番線 | 路線             | 方面                                        | 行先          |
| ---- | ---------------- | ------------------------------------------- | ------------- |
|      | 南京地下鉄S8号線 | 卸甲甸・毛紡廠路・長江大橋北・柳洲南路 方面 | 浦口公園 行き |
|      | 南京地下鉄S8号線 | 葛塘・長蘆・竜池・鳳凰山公園 方面           | 天長 行き     |

### 改札・出入口
- 1号出入口：寧六路の東側
- 2号出入口：寧六路の西側

## 駅周辺
- 南京科技職業学院
- 南京師範大学付属揚子中学
- 南化実験小学

## 隣の駅
南京地下鉄
■S8号線
卸甲甸駅- 大廠駅-葛塘駅